# Edzná
Edzná es un sitio arqueológico maya, ubicado en el estado mexicano de Campeche, en el Valle de Edzná. 
Debido al tipo de suelo, el valle en el que se encuentra se inunda en temporada de lluvias y conserva una alta humedad casi todo el año. Para remediar este inconveniente, los mayas desarrollaron una red de canales que drenaba el valle y el agua era conducida hacia una laguna, que fue transformada en represa, mediante muros de contención, mientras que otros canales servían para irrigar los campos. Esto propició un grado de humedad en la tierra, para el cultivo intensivo, en tanto que los canales proporcionaban pesca.
Edzná tiene edificios religiosos y habitacionales distribuidos en una superficie de aproximadamente 25 kilómetros cuadrados. Su arquitectura cuenta con influencia del estilo Puuc, Petén y Chenes.

## Toponimia
Su nombre proviene de la palabra antigua maya-yucateco Itzá, un patronímico maya que se hizo extensivo a varios grupos putunes o chontales oriundos del suroeste de Campeche.

## Historia
Las primeras evidencias de ocupación en este asentamiento se remontan al 400 a. C., cuando una comunidad se estableció en un valle en forma de herradura y desarrolló como actividad principal la agricultura, constituyendo una sociedad bien organizada, que levantó edificios monumentales, así como un sistema hidráulico, que les facilitó el riego y el mantenimiento de los inmuebles.

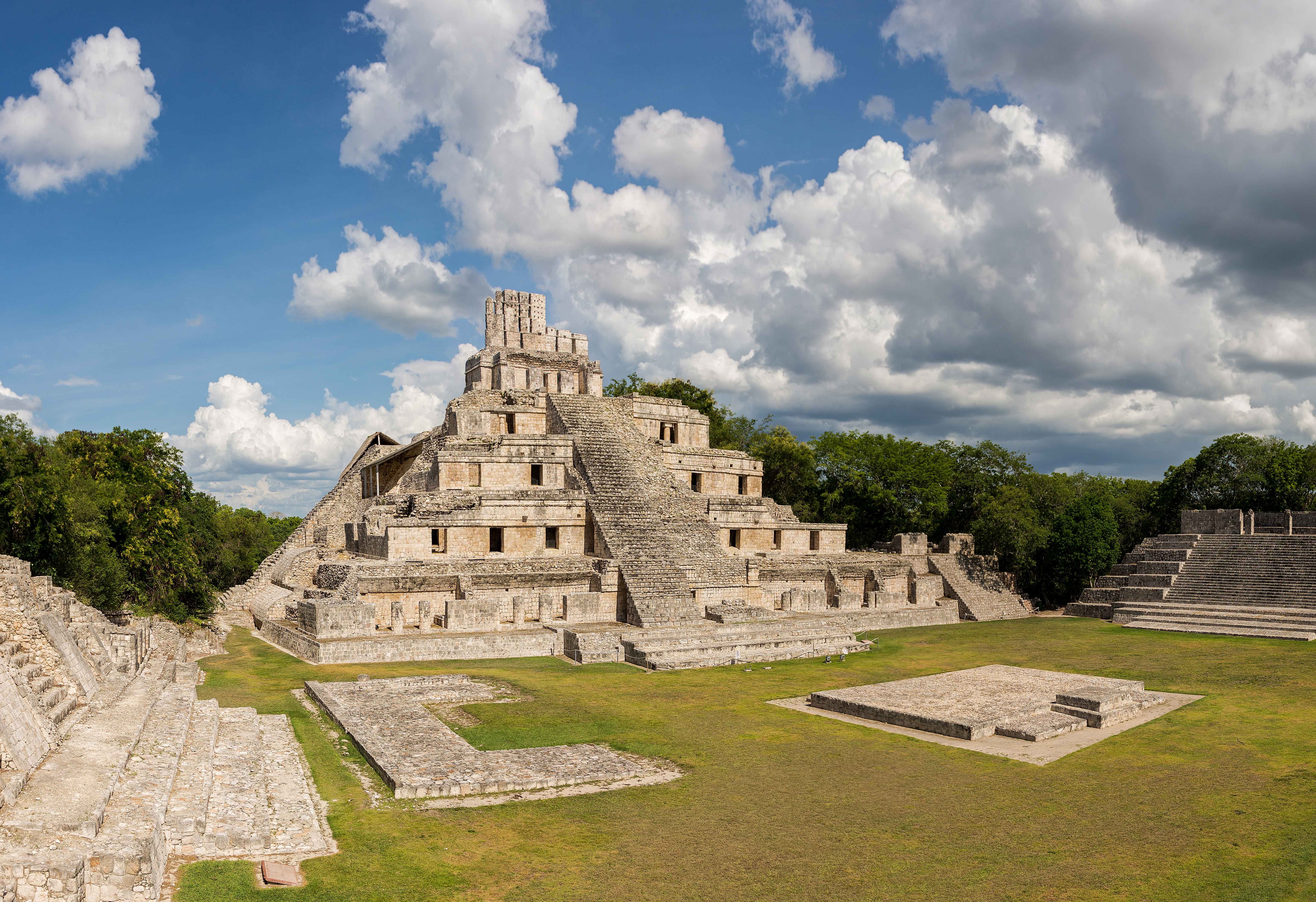
La Gran acrópolis, con el Edificio de los Cinco Pisos.

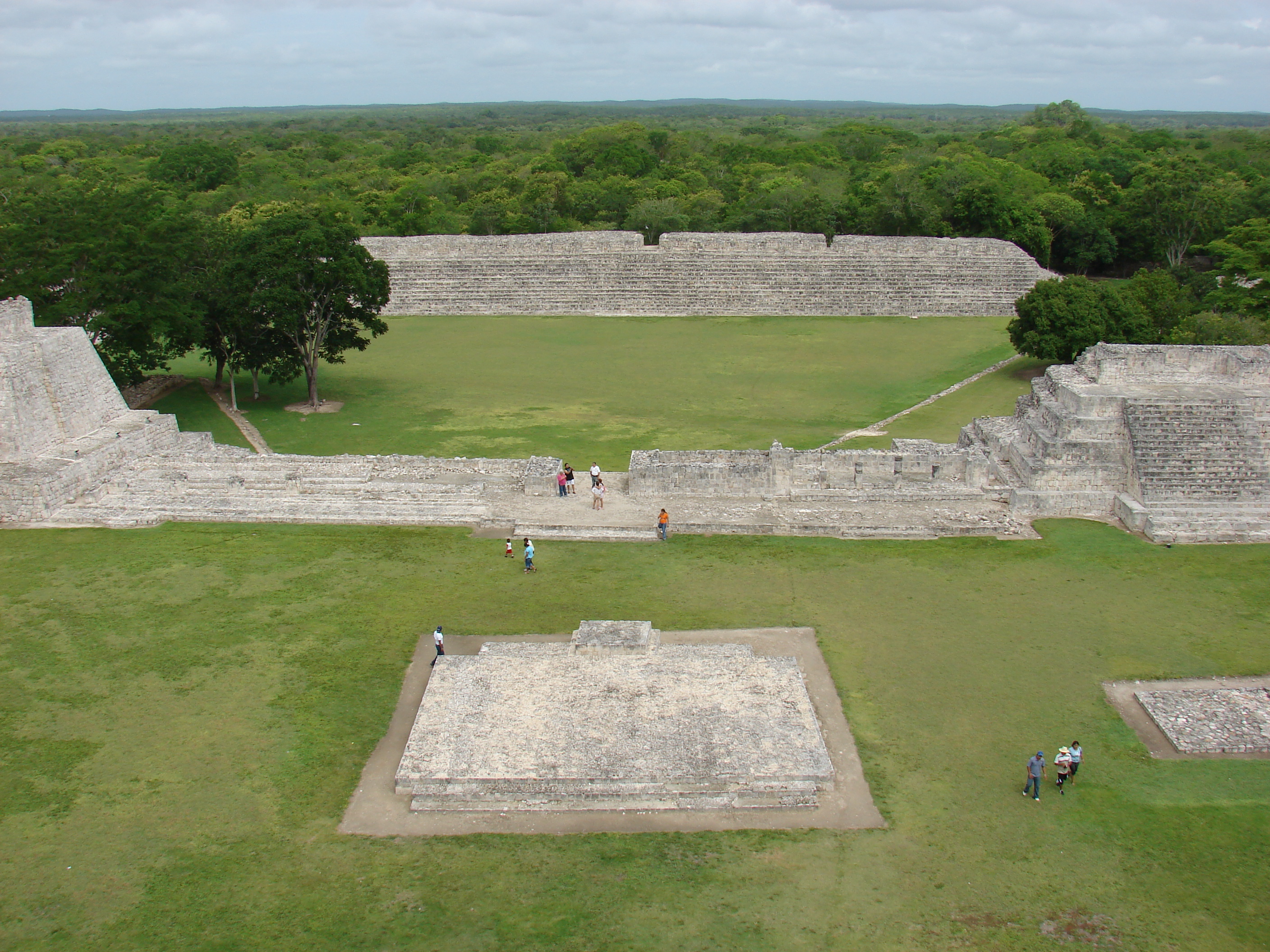
La Gran acrópolis.

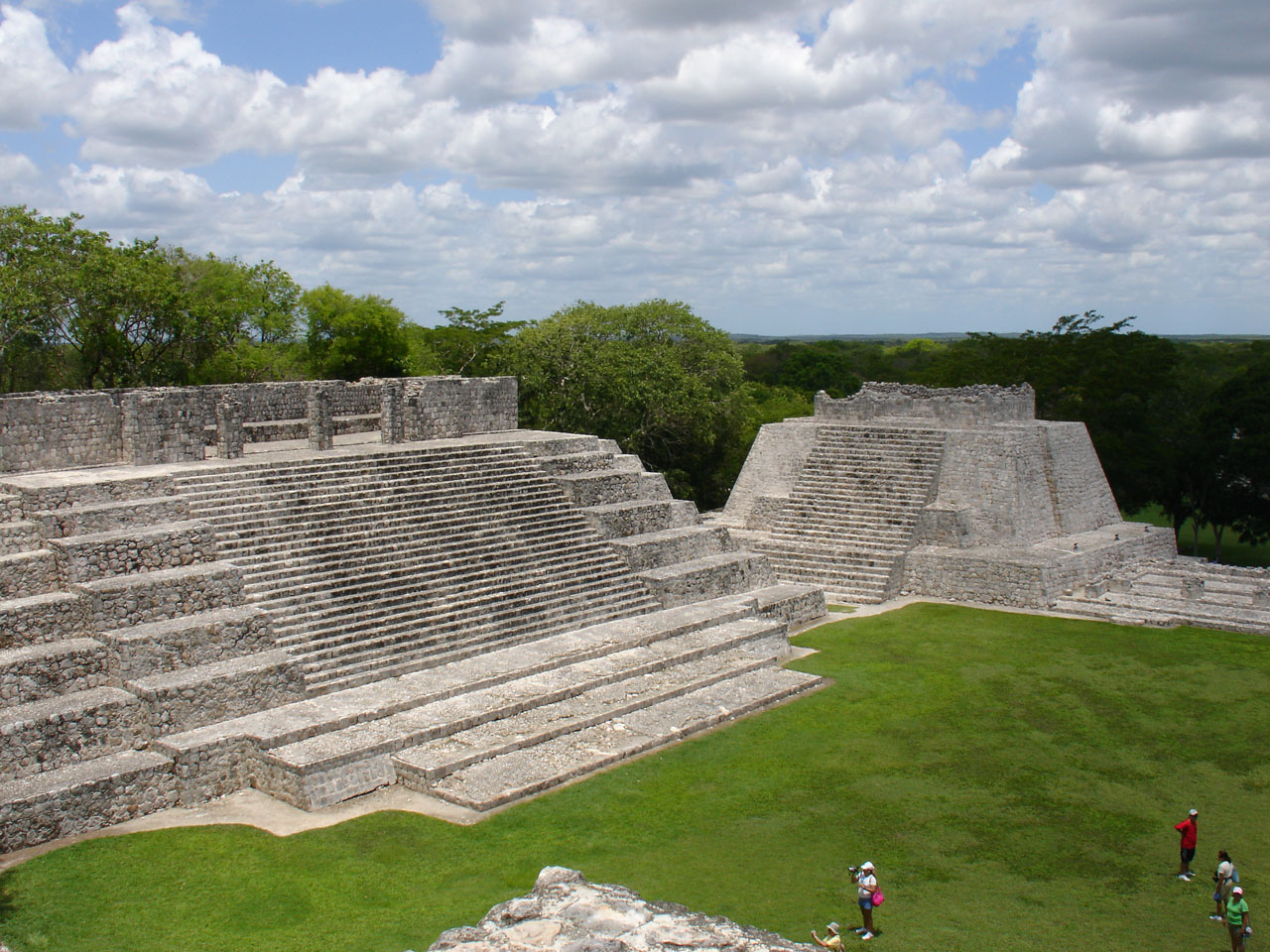
Estructuras del sitio.

A principios de nuestra era, se instituyó en Edzná un gobierno centralizado, que legitimó su poder político, basado en la supuesta relación de los gobernantes con las deidades, convirtiéndose en una capital regional del occidente de la península, hacia los años 400 -1000 de nuestra era. En la época de máximo auge, Edzná llegó a tener hasta 25000 habitantes, sin embargo, posteriormente, se dio la paulatina decadencia del sitio, hasta su total desocupación, en 1450.

## Estructuras principales
- Plaza principal. Amplio espacio cuadrangular, donde se asienta el mayor número de construcciones monumentales del sitio. En sus sectores norte y sur existen dos sacbés o calzadas que fueron utilizadas para la circulación interna. Los edificios incluyen la plataforma de los cuchillos y el patio de los embajadores que está delimitado al poniente por 2 edificios, cada uno con cuatro columnas que corresponden a los años 1000-1200 d. C.

- Nohochná (La Casa Grande). Esta estructura cuenta con cuatro largas galerías en su parte superior, a las que se tenía acceso mediante vanos formados por gruesas pilastras.

- Templo del Sur. Comprende 5 cuerpos con molduras voladas y esquinas remetidas que convergen, en su parte posterior, en un ancho talud, sobre el que se levanta el templo que data de entre los años 600 y 900 d. C.

- Juego de pelota. Está compuesto por dos estructuras paralelas en cuya parte superior se levantan algunas habitaciones.

- Templo de los mascarones. Estructura que cuenta con dos representaciones del dios solar que tienen características antropomorfas con atributos estéticos propios de la élite, tales como estrabismo, mutilación dental, narigueras, orejeras y grandes tocados zoomorfos.

- Pequeña acrópolis. Es un basamento que data del 200 a. C., en cuya cima existen 4 edificios que conforman un patio central. Algunos de los elementos más antiguos de Edzná proceden de este lugar: un gran mascarón de estuco del Preclásico Superior, tres estelas del octavo baktún (entre los años 41 y 435 d. C.) y cerámica fechada entre los años 400 y 250 a. C.

- Gran acrópolis. Es un amplio espacio de planta cuadrangular sobre el cual se levantan varias estructuras monumentales, como el Edificio de los Cinco Pisos.

- Edificio de los Cinco Pisos. Está formado por un basamento piramidal escalonado de cinco cuerpos que tienen hacia el exterior numerosas habitaciones, y una construcción en la parte superior que constituye el templo propiamente dicho. La planta del santuario tiene forma de cruz y su techo conserva remates de crestería, alguna vez decorada con figuras moldeadas en estuco. En 2018 culminó el trabajo de liberación por el INAH.[1]

- Templo del norte. Consistía en un largo basamento de amplia escalinata cuyo eje principal conducía a una o dos crujías alargadas, mismas que fueron tapadas posteriormente, para añadírseles paneles remetidos, algunos decorados con tamborcillos y anchos taludes. El santuario que lo coronaba tuvo al menos cuatro modificaciones. Frente a este templo se localiza una plataforma en forma de C correspondiente a la ocupación más tardía de Edzná: 1200-1400 d. C.

- Patio puuc. Está delimitado por varias construcciones recubiertas con sillares cuadrangulares, rectangulares y cilíndricos muy bien labrados. En el edificio norte también se aprecian sillares con triángulos y círculos en relieve que conforman grandes marcos. De la construcción con taludes curvos proviene una escultura en forma de marco cuadrangular, con representaciones de Chaac y glifos, entre los que se observan bandas celestes, el día Imix y el mes Yax. Justo a la entrada del patio principal se localiza el Temazcal, nombre de origen náhuatl cuya traducción al maya yucateco es chokó sin tumbilhá, que se refiere a un baño de vapor, cuyo acceso estaba restringido por su relevancia religiosa.

- La vieja hechicera. Es otra de las principales estructuras de Edzná, se localiza a 800 m al noroeste del Edificio de los Cinco Pisos. En su lado oriental cuenta con una escalinata, los cuerpos del basamento presentan esquinas redondeadas y remetidas, en la parte superior de la estructura hay un pequeño santuario.